# たけしのお笑いサドンデス
『たけしのお笑いサドンデス』（たけしのおわらいサドンデス）は、TBS系列局で放送されたTBS製作の演芸番組である。TBS系列局では1983年10月26日から1984年6月27日まで、毎週水曜 19:00 - 19:30 （日本標準時）に放送。

## 概要
1984年7月度（9月）まで放送された『笑ってポン!』から引き続きビートたけしが司会を務める番組だが、放送時間が従来の1時間から30分に半減され、新番組としてリニューアルされたものである。
一般からの参加者たちが芸を披露し、それを審査員たちが採点するゴングショー形式の視聴者参加型番組。優勝者には、司会のビートたけしが芸名の名付け親になるという特典が用意された。
番組は途中、後述の「一芸コーナー」をコントコーナーに変更し、エンディングでギター芸を披露するなどのテコ入れが図られたものの、9か月で終了した。

## 審査員
本番組の審査員たちは「三議員」（さんぎいん）と呼ばれていた。落語協会を脱退した直後の立川談志やプロレスラーの上田馬之助らがキャスティングされた。

## 出場者
常連となった出場者に桂文福（桂小文枝の弟子）がいる。また、素人時代のデーモン閣下、テントと改名する前の大空テント（上岡龍太郎の弟子）、形態模写アーティストの好田タクトも出場していた。好田の芸名は、この番組で優勝した際にたけしから名付けられたものである。
毎回最優秀の出場者には「三議員タコ賞」として、番組のマスコットであるタコをモチーフにしたトロフィーと副賞として海外旅行が贈られた。ただし、談志の辛口な審査によって受賞者がいないこともあった。

## 一芸コーナー
番組後半はたけし軍団の一芸コーナーで、たけし軍団の知名度が上がるきっかけとなった。このコーナーの進行役は大森うたえもんが務めた。師匠のたけしは、大森の司会者としての素質を評価していた。

## スタッフ
- 構成：高田文夫、源高志、廣岡豊／景山民夫
- 音楽：小野寺忠和
- 演奏：サドンデス・ザ・コンデレーション
- 振付：柏木みどり
- プロデューサー：桂邦彦

## ネット局
特筆の無い限り全て同時ネット
- TBSテレビ（制作局）
- 新潟放送[2]
- 北陸放送（1984年改編から）[2]
- 信越放送（1984年4月改編から）
- テレビ山口（当時フジテレビ系列とのクロスネット局）

## 参考資料
- 『ユリイカ』（青土社）1998年2月臨時増刊『総特集 北野武 そして/あるいはビートたけし』

| TBS系列 水曜19:00枠                                         | TBS系列 水曜19:00枠                                         | TBS系列 水曜19:00枠                                         |
| 前番組                                                      | 番組名                                                      | 次番組                                                      |
| ----------------------------------------------------------- | ----------------------------------------------------------- | ----------------------------------------------------------- |
| 笑ってポン! （1983年7月6日 - 1983年9月28日） ※19:00 - 20:00 | たけしのお笑いサドンデス （1983年10月26日 - 1984年6月27日） | たけしのホッカホッカタイム （1984年7月4日 - 1984年9月26日） |